# Тази нощ
„Тази нощ“ (на английски: That Night) е американска романтична драма от 1992 г., написан и режисиран от Крейг Болотин и участват С. Томас Хауъл и Джулиет Люис. Той е базиран на едноименния роман от 1987 г., написан от Алис Макдермът.
Този филм отбелява филмовия дебют на актрисите Илайза Душку и Катрин Хайгъл.

## Актьорски състав
- С. Томас Хауъл – Рик
- Джулиет Люис – Шерил О'Конър
- Хелън Шейвър – Ан О'Конър
- Илайза Душку – Алис Блум
- Джон Досет – Лари Блум
- Дж. Смит-Камерън – Карол Блум
- Катрин Хайгъл – Катрин
- Адам ЛеФевър – господин Карпентър

## Продукция
Снимките започват в Балтимор Каунти през септември 1991 г. Също е заснет в Пенсилвания и Ню Джърси.